# Tom Cleverley
Thomas William Cleverley (født 12. august 1989) er en engelsk fodboldtræner, og tidligere fodboldspiller, som er træner for League One-klubben Plymouth Argyle. 

## Klubkarriere

### Manchester United
Cleverley kom igennem Manchester Uniteds ungdomsakademi.

#### Lejeaftaler
Cleverleys professionelle debut kom i januar 2009, hvor han blevet udlånt til Leicester City. Han tilbragte herefter de næste to sæsoner på leje til henholdsvis Watford og Wigan Athletic.

#### United-karriere
Cleverley fik i 2011-12 sæsonen sin første chance på Uniteds førstehold, efter at Paul Scholes var gået på pension. Han fik sin debut for førsteholdet den 7. august 2011 i Community Shield-finalen imod Manchester City.
Han spillede hovedsageligt som rotationsspiller i sin tid hos United, og var med til at vinde Premier League i 2012-13 sæsonen.

#### Leje til Aston Villa
Cleverley skiftede i september 2014 til Aston Villa på en lejeaftale.

### Everton
Cleverleys kontrakt hos Manchester United havde udløbet efter 2014-15 sæsonen, og han skiftede herefter til Everton på en fri transfer.

### Watford
I søgen om mere spilletid, skiftede Cleverley i januar 2017 til Watford på en lejeaftale, en klub som han tidligere havde haft en lejeaftale med i løbet af sin tid hos Manchester United. I marts blev det annonceret, at han ville skifte til Watford på en fast aftale.
I juli 2022 blev Cleverley udpeget som klubbens anfører.
I juli 2023 annoncerede Cleverley, at han stoppede spillerkarrieren som resultat af skadesproblemer.

## Landsholdskarriere

### Ungdomslandshold
Cleverley har repræsenteret England på flere ungdomsniveauer.

### Olympiske landshold
Cleverley var del af Storbritanniens trup til sommer-OL 2012.

### Seniorlandshold
Cleverley debuteded for Englands landshold den 15. august 2012.

## Trænerkarriere

### Watford
Efter at Valérien Ismaël blev fyret af Watford i marts 2024, så blev Cleverley udnævnt som midlertidig træner for klubben. I april af samme år blev hans rolle som cheftræner gjort fast. Han forblev i rollen frem til maj 2025, hvor han blev fyret.

### Plymouth Argyle
Cleverley blev ansat af Plymouth Argyle i juni 2025.

## Titler
Leicester City
- EFL League One: 1 (2008-09)

Manchester United
- Premier League: 1 (2012-13)
- FA Community Shield: 2 (2011, 2013)

Individuelle
- Watford Sæsonens spiller: 1 (2009-10)